# Luboš Palata
Luboš Palata (* 27. července 1967, Praha) je český novinář a komentátor. Pracoval mimo jiné pro RFE/RL, BBC, týdeník Respekt, Hospodářské noviny, Lidové noviny, MF DNES a Deník, rovněž pro polskou Gazetu Wyborczu či slovenský SME.

## Životopis
Vystudoval politologii na Univerzitě Karlově v Praze. Jako novinář pracuje od roku 1990 či 1991. Specializuje se na střední Evropu, od června 2014[zdroj?] pracoval v zahraničním oddělení MF DNES. Mimo jiné byl zástupcem šéfredaktora slovenského deníku Pravda, stálým středoevropským zpravodajem Hospodářských novin, vedoucím zahraničního oddělení Lidových novin a od roku 1993[zdroj?] sedm let redaktorem zahraničního oddělení MF DNES. Od listopadu 2018 spolupráci s redakcí MF DNES ukončil a přešel k Deníku, pro nějž začal připravovat seriál o Evropské unii.
Od roku 2002 pravidelně píše pro polský deník Gazeta Wyborcza, pravidelně píše i pro slovenský týdeník Týždeň, do německých měsíčníků German Times a LandesZeitung, ukrajinského měsíčníku Ukrajinský žurnál a amerického analytického serveru TOL. Od roku 2006 autor pravidelných středoevropských fejetonů na Českém rozhlase. V České televizi se dlouhodobě podílel na pořadu Adresa: střední Evropa, který v roce 2008 získal ocenění Prix Circom Regional 2008. Je autorem rozsáhlých novinových seriálů o rozpadu Československa a nejnovějších dějinách středovýchodní Evropy, které vycházely v Lidových novinách.
Palata je nositelem několika novinářských cen, mimo jiné Ferdinanda Peroutky, rakouské ceny Psaní pro střední Evropu, ceny Jana Beneše, dvojnásobný nominant za Česko na Novinářskou cenu Evropského parlamentu.
Vedle literární tvorby je autorem několika básnických sbírek, publikovaných novel a povídek, maluje abstraktní obrazy, vytváří grafiky a vystavuje své fotografie ze svých novinářských cest. Po výstavách v Praze (2010), Brništi u České Lípy (2014), měl v roce 2015 velkou soubornou výstavu svých děl v Novém Jičíně a v galerii Jakubská v Praze. V červnu 2014 mu vyšla sbírka básní Esemesky.

## Názory
V roce 2007 publikoval komentář Levní dělníci z Východu? Určitě ne, v němž varoval před otevíráním českého pracovního trhu nekvalifikované pracovní síle z méně rozvinutých zemí. Ta podle Palaty „ničí pracovní trh“, vytlačuje národní identitu tím, že „až tu bude každý pátý člověk Slovák, Ukrajinec nebo Moldavan, a k tomu už dnes máme blízko, bude Česko z pětiny Ukrajinou, Slovenskem nebo Moldávií. Se vším, co s tím souvisí“. Česko si tak podle Palaty s přistěhovalci doveze „všudypřítomnou korupci, mizernou úroveň vzdělání, nekvalitně odváděnou práci. Tím počínaje a konče třeba lavinovitě se šířícím AIDS“. Za odstrašující příklad je podle Palaty možno považovat západní země, které se přistěhovalectví otevřely příliš.
Na počátku června roku 2015 ve svém komentáři k Evropské migrační krizi nazvaném Dost bylo smrádku a teploučka. Česko by mělo přijmout azylanty naopak tvrdil, že příliv běženců, mezi nimiž je většina mladých mužů, je prý „obrovský pozitivní impuls pro stárnoucí kontinent“. Tvrdí, že „zavřít se před přistěhovalectvím, zavřít se před uprchlíky je malé, krátkozraké a hloupé“ a dával za příklad západní země, které již byly imigranty „obohaceny“. Na konci června téhož roku publikoval na serveru iDnes.cz svůj komentář nazvaný Konec hysterie. Žádná uprchlická tsunami se na Česko nevalí, ve kterém Vládu České republiky kvůli jejímu odmítavému postoji k migrantům obvinil z populismu a „stávkování“. Ve stejném duchu se nesl i jeho komentář ze září 2015, pojmenovaný Češi propadli kvůli uprchlíkům hysterii. Kdo je uklidní?, ve kterém napsal, že odmítavým postojem k přijetí imigrantů na základě kvót na přerozdělování běženců se podle něj Česká republika vyčlenila ze západní Evropy. V komentáři k teroristickým útokům ze 13. listopadu 2015 v Paříži prohlásil, že „muslimští uprchlíci jsou našimi spojenci v boji proti Islámskému státu“.
V lednu roku 2016 Luboš Palata publikoval na portálu iDnes, u příležitosti spuštění mechanismu Evropské komise na zkoumání údajného porušování demokracie v Polsku, komentář nazvaný Polsko v karanténě je hodně špatná zpráva i pro nás. Podle Palaty Poláci „budou muset bránit svoji demokracii a svobodu možná i na ulicích, stávkami a pokud to už nepůjde ve svobodných volbách, pak nedej Bože možná dokonce i nějakým polským "majdanem".“
V únoru 2016 napsal komentář nazvaný Toxický Visegrád nenabízí řešení uprchlické krize, ale ohrožuje ho, v němž označil mimořádný summit Visegradské skupiny k řešení migrační krize za "medvědí službu", "ostudné gesto, které ukazuje, kam se toxická Visegrádská čtyřka posunula" a "sabotáž" vůči snahám EU o zastavení Evropské migrační krize. Podle jeho názoru dělají Itálie, Řecko, Německo, Nizozemsko i Turecko všechno pro to, aby se migrační vlna z Turecka do Řecka zmírnila, zatímco schůzi Visegrádu v Praze, plány na vybudování záložní linie na bulharsko-řeckých a makedonsko-řeckých hranicích a další kroky označil za "plivnutí do tváře NATO"; uvedl, že podle jeho názoru si "česká proevropská vláda bude muset velmi brzy vybrat mezi toxickou postkomunistickou střední Evropou a "strategickým partnerstvím" s Německem".
V květnu 2019 napsal v komentáři pro Český rozhlas, že Česku nepřísluší žádné válečné reparace z Německa za škody způsobené během německé okupace Čech, Moravy a Slezska, protože Češi se po válce odškodnili na majetku, který zůstal po vysídlení Němců z Československa.